# Liste der Officers des Order of Canada/O
Diese Liste gibt einen Überblick aller Personen, die mit der Auszeichnung Officer of the Order of Canada ausgezeichnet wurden.

## O
1. David P. O’Brien (2008)
2. John C. O’Brien
3. Dennis R. O’Connor
4. Annette M. O’Connor
5. Frank O’Dea
6. H. Peter Oberlander
7. Robert J. Ogle
8. Catherine O’Hara
9. Timothy R. Oke
10. Derek Oland
11. Philip W. Oland
12. Richard Henry Oland
13. Victor de B. Oland
14. John M. Olds
15. Craig Oliver (2012)
16. Michael Kelway Oliver
17. Michael Ondaatje
18. Philip Christopher Ondaatje
19. Maureen O’Neil (2011)
20. Toni Onley
21. Jessie Oonark
22. Tamar Oppenheimer
23. James Orbinski (2009)
24. Robert G. Orr
25. Brian Orser
26. Philip Orsino
27. Jean P.W. Ostiguy
28. Louise Otis (2015)
29. Fernand Ouellet
30. Caroline Ouellette
31. Walter Stewart Owen
32. Sandra Ellen Oxner
33. Kenneth Lawrence Ozmon